# Manjaques
Cet article concerne le peuple manjaque. Pour la langue, voir manjaque.
Les Manjaques - autonyme : « Manjaku » - sont un peuple originaire de la région de Cacheu (en Guinée-Bissau). Ils vivent principalement en Guinée-Bissau, Casamance, au Sénégal, et en Gambie. Il existe également une diaspora émigrée en France et au Portugal.
Les Manjaques représentent environ 14 % de la population de la Guinée-Bissau.

## Ethnonymie
Selon les sources et le contexte, on observe différentes formes : Kaniop, Kanyop, Majak, Mandjack, Mandjaks, Mandjaque, Mandjaques, Mandyak, Mandyako, Manjaca, Manjack, Manjaco, Manjago, Manjak, Manjaka, Manjako, Manjakû, Manjiak, Manyagu, Mendyako, Ndyak, Sarar.
L'ethnie Manjaque ou Manjak (termes français) est appelée « Manjaku » (« Man jaku » veut dire littéralement « je te dis » dans leur langue et c’est ainsi que les ethnologues nommaient les peuples, en utilisant cette convention), ils sont connus sous le nom de  « Ndiago » par les Wolofs du Sénégal ou encore « Manjaco » par les Bissau-guinéens et par les Portugais.[réf. nécessaire]

## Langue
La langue manjaque est classée dans le groupe des langues ouest-atlantiques qu'on appelle aussi Sénégalo-Guinéenne, elle est essentiellement parlée par ces locuteurs, dont la prononciation des mots varie selon les villages, mais elle constitue une langue à part entière. La langue Manjaque est parlé dans de nombreux villages de Guinée-Bissau (ex: Binhante, pelundo, beniche, Cacheu, Pelounde, Jeta, Cachungo, Caïo, Calequisse) et de Casamance (ex:Baraka Bounao, Boutoupa,Mandina manjaque, Santhiaba manjaque, Baffa bayotte, Bindaba, Saliot Manjaque,Baraka Pakao, Bindialoum Manjacque, Mpack, Soucouta, Adia).

## Patronymes
Voici une liste non exhaustive des patronymes Manjakus (dont certains sont d'origine portugaise) :
Certains patronymes Manjaques varient d'un pays à un autre.
| Guinée-Bissau 🇬🇼 | Sénégal 🇸🇳  | Gambie 🇬🇲 |
| ---------------- | ----------- | --------- |
| Correia          | Correa      | Correâ    |
| Da costa         | Da costa    |           |
| Da silva         | Da sylva    |           |
| Gomes            | Gomis       | Gomez     |
| Lopes            | Lopy        | Lopez     |
| Mendes           | Mendy       | Mendez    |
| Pereira          | Preira      | Prera     |
| Silva            | Sylva       | Sylva     |
| Vaz              | Basse       | Bass      |
| Bo               | Boh         |           |
| Benante          | Benante     |           |
| Upamecano        |             |           |
| Banhunkum        | Bagnounkoum |           |
| Katame           |             |           |
| Babok            |             |           |

## Autres patronymes

### Chez les manjaku de pëlound
| Guinée-Bissau            | Sénégal                                 | Gambie         |
| ------------------------ | --------------------------------------- | -------------- |
| Tchenti - Kinty - Kintes | Thieunty - Thienti - Kinté - Kinty      | Kinty - Kinteh |
| Maro                     | Marro - Marrou - Maréna - Marna         | Maru           |
| Tecanhe                  | Tékagne - Técagne                       | Tekanyi        |
| Djocù                    | Diockou - Diocou                        |                |
| Leper                    | Lepeur                                  |                |
| Lelu                     | Lelou                                   |                |
| Cò                       | Kao - Kawo - Kaw                        |                |
| Dòle                     | Dolé - Dolle                            |                |
|                          | Yinghou                                 |                |
|                          | Ndongane                                |                |
| Ficù - Fico              | Fikou - Ficou - Fickou                  |                |
| Wolo                     | Wolou - Walou                           |                |
| Dionbati                 | Diombaty                                |                |
|                          | Kalela                                  |                |
|                          | Ndonky                                  |                |
|                          | Thiala - Tchala                         |                |
|                          | Yankatty                                |                |
|                          | Dobassy - Ndobassine                    |                |
|                          | Thiana - Thiané - Téna - Téanna - Nténa |                |
| Tchabu                   | Thiabou                                 |                |
| Bachà                    | Bathia - Batcha                         |                |
|                          | Tacky - Tacou                           |                |
| Juncù                    | Diounkou - Diouncou                     |                |
|                          | Pembat - Pembatty - Mpembath            |                |
|                          | Kawara                                  |                |
|                          | Djimou                                  |                |
|                          | Nghodiou - Ghodiou                      |                |
|                          | Lessy                                   |                |
|                          | Finou                                   |                |
|                          | Kagal - Kaghal                          |                |
|                          | Thianghou                               |                |

## Diaspora
La plupart de la diaspora manjaque se trouve au Portugal, en France, et en Espagne.

## Personnalités
- Joseph Gomis (homme politique)
- Antoine Mendy
- Alain Gomis
- Joseph Lopy
- Damlaba Mendy
- Edouard Mendy
- Alfred Gomis
- Julie Gomis
- Félix Mendy
- Gisèle Mendy
- Kevin Gomis
- Kephren
- Formose Mendy
- Frederic Mendy
- Liz Gomis
- Pascal Mendy
- Paulette Mendy
- Louis Gomis
- Morgaro Gomis
- Roger Mendy
- Victor Mendy
- Nampalys Mendy
- Flora Gomes
- Houboulang Mendes
- Jonas Mendes
- José Luís Mendes Lopes
- Alexandre Mendes
- Frederic Mendy
- Francisca Pereira
- Éderzito António Macedo Lopes dit Eder
- Upemecano
- Aristide Gomes
- Joseph Mendes
- Flora Gomes
- Eridson Mendes Umpeça
- Danilo Pereira
- Piqueti Djassi Brito Silva
- Cedate Gomes
- José Mário Vaz.